# Прапор Серена
Прапор Серена був прийнятий рішенням ради від 17 лютого 1992 року як прапор муніципалітету Серен в провінції Льєж. Прапор можна описати так:
Білий з червоним Андріївським хрестом і чорним левом на кожній чверті.
Прапор не був підтверджений урядом Французької спільноти до 8 грудня 1992 року. Прапор повністю заснований на муніципальному гербі і тому вони виглядають абсолютно однаково.

Герб Серена